# Forever Strong
Forever Strong (br: Para sempre Vencedor) é um filme esportivo dirigido por Ryan Little e escrito por David Pliler. O filme estrela Sean Faris, Gary Cole, Neal McDonough, Sean Astin, Penn Badgley e Arielle Kebbel. Forever Strong é baseado em uma compilação de histórias verdadeiras individuais.

## Elenco
- Gary Cole como Coach Larry Gelwix
- Sean Astin como Marcus Tate
- Neal McDonough como Coach Richard Penning
- Sean Faris como Richard 'Rick' Seymour Penning, Jr.
- Penn Badgley como Lars
- Michael J. Pagan como Kurt Addison
- Nathan West como Quentin 'Q' Owens
- Max Kasch como Griggs
- Julie Warner como Natalie Penning
- Arielle Kebbel como Emily Owens
- Tyler Kain como Tami
- Larry Bagby como Coach Cal